# Viola tristicha
Viola tristicha är en violväxtart som beskrevs av Anton Waisbecker. Viola tristicha ingår i släktet violer, och familjen violväxter. Inga underarter finns listade i Catalogue of Life.